# InterContinental Amstel Amsterdam
InterContinental Amstel Amsterdam – pięciogwiazdkowy hotel w stolicy Holandii, Amsterdamie, zlokalizowany przy ulicy Professor Tulpplein. W hotelu znajduje się 55 pokoi i 24 apartamenty oraz restauracja La Rive, która w latach 1993–2016 posiadała gwiazdkę Michelina.

## Historia
W 1863 zostały ogłoszone przez amsterdamskiego lekarza i urbanistę Samuela Sarphatiego plany budowy nowego hotelu o wysokim standardzie przeznaczonym dla międzynarodowej klienteli na brzegu rzeki Amstel. Na projektanta hotelu został wybrany Cornelis Outshoorn. Do marca 1866 sprzedano połowę udziałów w specjalnie utworzonej spółce i zdecydowano o rozpoczęciu budowy, która trwała od 26 kwietnia 1866 do 27 kwietnia 1867.  Jeszcze w  trakcie jej trwania zmarł 23 czerwca 1866 inicjator przedsięwzięcia dr Samuel Sarphati. W początkowym okresie działalności hotel miał poważne problemy finansowe – skromnie wyposażonych zostało tylko 25 ze 100 wybudowanych pokoi, restauracja hotelowa oferowała jedynie niewielki wybór w dań w stałej cenie (table d'hôte) i o niskiej jakości, a pokoje wynajmowali wyłącznie holenderscy goście na długie okresy. Rozważano więc jego zamknięcie. Przełom nastąpił w 1870, kiedy w hotelu otworzył praktykę lekarz rehabilitacji Johann Georg Mezger, który leczył członków rodów arystokratycznych oraz królewskich, dzięki czemu zaczęli się oni zatrzymywać w hotelu, m.in. królowa Rumunii Elżbieta, cesarzowa Austrii Elżbieta (Sisi), król Szwecji Oskar II oraz jego żona Zofia Wilhelmina Nassau. W 1888 dr Mezger wyprowadził się do Wiesbaden,  jednakże hotel utrzymał renomę oraz gości. W 1892 w hotelu zmieniono oświetlenie gazowe na elektryczne. W latach 1899–1900 podwyższono hotel o jedno piętro, w 1917 wszystkie pokoje wyposażono w bieżącą ciepłą i zimną wodę. W latach 60. XX wieku podczas kapitalnego remontu hotelu usunięto większość XIX-wiecznych zdobień. W latach 1990–1992 przebudowano hotel z pierwotnych 111 pokoi na 55 pokoi i 24 apartamenty o różnym standardzie. W 1997–1998 została wykonana renowacja fasady z odtworzeniem zaginionych rzeźb 8 lwów, zdobiących w przeszłości fasadę.  Rzeźby odtworzono na podstawie ich kopii, które znajdowały się na terenach zamku Biljoen

## Architektura
Pierwotne plany zakładały budowę czterech skrzydeł otaczających mający przeszklone zadaszenie wewnętrzny dziedziniec, z wjazdem dla powozów od strony Sarphatistraat. Projekt elewacji był inspirowany architekturą francuskiego renesansu, natomiast projekt holu – holem hotelu Grosvenor w Londynie. Zrealizowano jedynie budowę zachodniego skrzydła położonego nad rzeką Amstel.

## Restauracja La Rive
Hotelowa restauracja La Rive w latach 1992–2016 posiadała co najmniej jedną gwiazdkę Michelina (w latach 1997–2000 i 2002–2005 dwie gwiazdki).